# سارت (فرانسه)
سارت یا سَرت (تلفظ فرانسوی: [saʁt]) از شهرستان‌های کشور فرانسه است. شهرستان سرت در مرکز غربی این کشور قرار دارد. این شهرستان زیرمجموعه ناحیه پیی دو لا لوآر می‌باشد. مساحت این شهرستان ۶٬۲۰۶ کیلومتر مربع و جمعیت آن ۵۵۶٬۹۴۶ نفر است. این شهرستان در خلال انقلاب فرانسه بر پا گردید.